# 腎血管性高血圧症
腎血管性高血圧症（じんけっかんせいこうけつあつしょう、英語: renovascular hypertension）は、腎臓の血管障害に起因する高血圧症。

## 病態
腎血流が何らかの原因で低下した結果、全身が低血圧状態にあると勘違いした腎臓の傍糸球体装置が血圧上昇ホルモンであるレニンを分泌して、レニン-アンジオテンシン系が亢進して高血圧になる。

## 原因
- 内因性
  - 線維筋性異形成
  - 大動脈炎症候群
  - 動脈硬化症 : 腎動脈が厚くなる。厚くなることを肥厚すると言う。腎動脈が肥厚して血管腔を狭窄する。
- 外因性
  - 腎細胞癌 : 腫瘍による腎動脈の圧迫。
  - 解離性大動脈瘤 : 偽腔の血腫が腎動脈を圧迫狭窄する。

## 統計
- 原因
  - 線維筋性異形成 : 40%
  - 動脈硬化症 : 25%
  - 大動脈炎症候群20%

原因の約九割を、線維筋性異形成、動脈硬化症、大動脈炎症候群、で占める。

## 症状
- 血圧高値: 若年高血圧、高齢者で急速な血圧上昇をきたすもの、降圧薬によるコントロールが困難なものは、腎動脈狭窄に限らず二次性高血圧を疑い精査が必要。
- 頭痛

## 検査
- 基本的身体検査
腎血管障害による血流雑音が心窩部、腹部で聴取される。腎動脈以外の動脈狭窄を合併していないか注意すること。
- 血清生化学検査
高レニン血症、高アルドステロン血症、高ナトリウム血症、低カリウム血症、等が認められる。
- カプトプリル負荷試験
カプトプリル内服によるレニンの過大反応を認める。両側に高度の腎動脈狭窄がある場合、ACE阻害薬投与によりショックとなる可能性もあるので注意。
- 画像検査
3D-CT：多列CTの登場により、狭窄部位を鮮明に画像化できるようになってきている。
腹部超音波検査：ドップラー検査により腎動脈の血流を計測する。
シンチグラフィー（レノグラム）：カプトプリル負荷レノグラム。

## 診断
レニン、アルドステロンの上昇確認。最終的に腎動脈造影による腎動脈の狭窄の確認。

## 治療
- 薬物療法
対症療法として各種降圧薬を用いて血圧コントロールを行う。特にレニン-アンジオテンシン系を遮断するために、アンジオテンシン変換酵素阻害薬やアンジオテンシンII受容体拮抗薬、等を用いる。
- 手術療法
狭窄した腎血管に対して腎動脈形成術、等を行う。腎動脈形成術は、バルーンやステントを用いる。バルーンやステントを用いる腎動脈形成術を経皮経管的腎血管形成術(PTRA)と言う。PTRAが治療の第一選択となることも多い[1]。

## 診療科
腎臓内科 - 循環器内科